# Eleição para mesa diretora da Câmara dos Deputados do Brasil em 2001
A eleição para a mesa diretora da Câmara dos Deputados do Brasil em 2001, ocorrida em 14 de fevereiro de 2001, elegeu Aécio Neves (PSDB), como Presidente da Câmara dos Deputados do Brasil para o biênio 2001-2003. De acordo com a Constituição brasileira, o presidente da Câmara dos Deputados é o segundo na linha de sucessão da presidência da República (o primeiro é o vice-presidente).
O primeiro turno contou com quatro candidatos disputando a presidência da Câmara: Aécio Neves (PSDB-MG), Inocêncio Oliveira (PFL-PE), Aloizio Mercadante (PT-SP), Valdemar Costa Neto (PL-SP) e Nelson Marquezelli (PTB-SP).

## Resultado

### Primeiro turno
| Candidatos  | Candidatos               | Votos | Porcentagem |
| ----------- | ------------------------ | ----- | ----------- |
|             | Aécio Neves (PSDB)       | 283   | 56,03%      |
|             | Inocêncio Oliveira (PFL) | 117   | 23,16%      |
|             | Aloizio Mercadante (PT)  | 81    | 16,03%      |
|             | Valdemar Costa Neto (PL) | 21    | 4,15%       |
|             | Nelson Marquezelli (PTB) | 3     | 0,59%       |
| Total       | Total                    | 505   | 100%        |
| Em branco   | Em branco                | 3     | 0,58%       |
| Nulo        | Nulo                     | 4     | 0,77%       |
| Não votaram | Não votaram              | 1     | 0,19%       |